# Kanton Tourteron
Kanton Tourteron (fr. Canton de Tourteron) byl francouzský kanton v departementu Ardensko v regionu Champagne-Ardenne. Tvořilo ho 10 obcí. Zrušen byl po reformě kantonů 2014.

## Obce kantonu
- Écordal
- Guincourt
- Jonval
- Lametz
- Marquigny
- Neuville-Day
- La Sabotterie
- Saint-Loup-Terrier
- Suzanne
- Tourteron